# Turritellellidae
Turritellellidae' es una familia de foraminíferos bentónicos de la Superfamilia Ammodiscoidea del Suborden Ammodiscina y del Orden Astrorhizida. Su rango cronoestratigráfico abarca desde el Silúrico hasta la Actualidad.

## Discusión
Clasificaciones previas incluían Turritellellidae en el Suborden Textulariina del Orden Textulariida.

## Clasificación
Turritellellidae' incluye a las siguientes subfamilia y géneros:
- Subfamilia Turritellellinae
  - Ammodiscoides, también considerada en la Subfamilia Ammodiscinae
  - Areniturrispirillina †, también considerada en la Subfamilia Ammodiscinae
  - Turritellella, también considerada en la Subfamilia Usbekistaniinae

Otro género considerado en Turritellellidae es:
- Turritellopsis, aceptado como Turritellella